# Пиренейска война
Пиренейската война е името на пиренейския фронт по време на Войната на Първата коалиция срещу Първата френска република. Известна е и като Голямата война, Войната в Русийон или Войната на Конвента. Тя противопоставя революционна Франция на кралствата Испания и Португалия за близо двегодишен период (7 март 1793 – 22 юли 1795 г.).
Военните действия се водят в източната и западната част на Пиренеите, във френското пристанище Тулон, както и в морето. През 1793 г. испанската армия нахлува в Русийон в източната част на Пиренеите, и се задържа на френска земя до април 1794 г. През ноември, френската армия изтласква испанците обратно в Каталония и им нанася сериозно поражение. След февруари 1795 г. войната в източната част на Пиренеите затихва в патова ситуация, но в западните Пиренеи французите започват да печелят през 1794 г. – до следващата година френската армия контролира част от североизточна Испания.
Войната е водена ожесточено най-малко поради две причини. Първо, френският Комитет за обществено спасение постановява, че всички заловени френски роялисти ще бъдат екзекутирани. Второ, много често френските генерали, които са загубили битка или по друг начин са разочаровали представителите на Конвента, са изпращани в затвора или на гилотината.